# Кастильоне-дель-Лаго
Кастильо́не-дель-Ла́го (итал. Castiglione del Lago) — коммуна в Италии, располагается в области Умбрия, подчиняется административному центру Перуджа.
Население составляет 14 186 человек, плотность населения составляет 69 чел./км². Занимает площадь 205 км². Почтовый индекс — 6061. Телефонный код — 075.
Покровителем населённого пункта почитается Мария Магдалина. Праздник ежегодно празднуется 22 июля.